# Pavao Miki
Sveti Pavao Miki (Tounucumada, oko 1562. – Nagasaki, 5. veljače 1597.), kršćanski mučenik, isusovac i svetac.

## Životopis

### Mladost, obrazovanje i pastoralni rad
Pavao Miki u dobi od 5 godina primio je krštenje skupa sa svojim roditeljima koji ga kasnije povjeriše Isusovcima na odgoj. Godine 1586., kad su mu bile 22 godine, stupio je u novicijat Družbe Isusove. Prve zavjete položio je godine 1588. Zatim je tri godine studirao u mjestu Arie. Latinski mu je bio veoma težak jezik. Ubrzo je počeo djelovati kao katehist i propovjednik, a to mu je kao domaćem sinu išlo dobro od ruke. Bio je sposoban za dijalog s nekršćanima. Nakon uspješnog djelovanja u Kyushu pozvan je u središnji Japan gdje je također uspješno djelovao među samurajima, pripadnicima viših slojeva japanskog društva.

### Mučeništvo
U prosincu godine 1596. bio je zatvoren. Njegov je život bio neprestani rast u nasljedovanju Krista raspetoga i sav u službi naviještanja Evanđelja. O tome svjedoče njegova brojna pisma, osobito ona iz zatočeništva. Njegovo posljednje pismo krasna je ispovijest vjere u Krista od mučenika koji za svoju vjeru hrabro ide u smrt. Nalazeći se pribijen na križ, kao i njegov božanski Učitelj, Pavao Miki je s križa prisutnima ovako progovorio: "Kad sam već došao do ovog trenutka, držim da među vama nema toga koji bi vjerovao da ću sad prešutjeti istinu pa vam izjavljujem da nema nijednog puta k spasenju do onoga što ga imaju kršćani. Taj me put uči da oprostim neprijateljima i svima koji me uvrijediše pa rado opraštam kralju i svim začetnicima moje smrti i molim ih da se dadu uvesti u kršćanski krst."
Ostala dva Mikijeva subrata: Ivan Soan, po svom rodnom otoku nazvan Goto, i Jakov Kisai, iako su od njega bili različite dobi, bili su s njime združeni jednakom vjernošću Kristu i željom za mučeništvom.

## Štovanje
Pavla Mikija i drugove blaženima je proglasio 1627. papa Urban VIII., a svetima 1862. papa Pio IX. Posvećene su im brojne župe i crkve u Japanu i širom svijeta.

## Vanjske poveznice
Mrežna mjesta
- Svetište i muzej 26 japanskih mučenika (engl.)